# Čiflik (Bogovinje)
Čiflik (makedonsky: Чифлик, albánsky: Çifliku) je vesnice v Severní Makedonii. Nachází se v opštině Bogovinje v Položském regionu.
Obec se v roce 2014 stala součástí vesnice Gorno Palčište a je nyní její nezávislou osadou.